# Новедрате
Новедрате (итал. Novedrate) — коммуна в Италии, располагается в регионе Ломбардия, подчиняется административному центру Комо.
Население составляет 2889 человек, плотность населения составляет 1445 чел./км². Занимает площадь 2 км². Почтовый индекс — 22060. Телефонный код — 031.
Покровителями коммуны почитаются святые Донат и Карпофор, празднование в первые выходные сентября.